# Узломац (гора)
Узломац — гора в Республике Сербской. Находится в общине Котор-Варош. Её высота составляет 1002 метра над уровнем моря. Юго-восточные склоны Узломаца соприкасаются с горой Боря. На горе имеются дубовые и буковые леса.
В начале июня 1943 года гора стала ареной ожесточённых боев, когда немецко-хорватские силы повели очередное наступление против югославских партизан.